# 이원패
이원패(李元霸, 599年-614年)는 당 고조의 넷째 아들로, 이름은 대덕(大德)이다. 태목황후에게서 태어났다. 614년 자신의 무기에 머리를 맞아 사망했다. 당나라가 건국된 후 사후에 추존되었다. 그는 아들 없이 죽었고, 그의 형 당 태종의 아들 이태(李泰)가 그의 후계자로 청왕으로 세워졌다. 당 태종이 황제가 되었을 때 그는 자신의 아들의 이름을 이태로 바꾸었다.